# Pietro Crisci da Foligno
Pietro Crisci, detto anche Pietrillo (1243 – 19 luglio 1323), è stato un eremita urbano italiano. Tradizionalmente considerato santo fin dai tempi della sua scomparsa, è in realtà venerato come beato della Chiesa cattolica, in quanto indicato come tale dal Martirologio Romano e come tale festeggiato il 19 luglio dalla Diocesi di Foligno.

## Biografia
A trent'anni vendette quanto aveva ereditato dal padre, vendette addirittura se stesso come schiavo, donò il ricavato ai poveri e, liberato successivamente dal padrone, andò a vivere nel campanile della cattedrale di Foligno, dove pregava, digiunava e aiutava nelle mansioni più umili. 
Vestiva di sacco con i piedi nudi e pregava fissando il sole in cui, secondo la biografia redatta dal padre domenicano Giovanni Gorini di San Gimignano per incarico dal vescovo Agneletti di Foligno, "intravedeva il vero sole che è Cristo": l'Inquisizione si interessò del suo caso ma trovò la sua fede limpida e inspiegabile la capacità di guardare il sole senza subire danni alla vista.
Nella condotta e nelle severe penitenze si ispirò alla concittadina beata Angela da Foligno e a santa Chiara da Montefalco. Dopo vari pellegrinaggi a Roma e ad Assisi, morì nel 1323 nella Cattedrale di Foligno intitolata a san Feliciano, dove il suo corpo riposa in una cappella eretta nel 1375. La ricognizione canonica delle spoglie mortali risale ai primi anni duemila.